# Eliurus grandidieri
Eliurus grandidieri is een zoogdier uit de familie van de Nesomyidae. De wetenschappelijke naam van de soort werd voor het eerst geldig gepubliceerd door Carleton & Goodman in 1998.

## Voorkomen
De soort komt voor in Madagaskar.